# Ćandra
Ćandra (dewanagari चंद्र, księżyc) – w hinduizmie spersonifikowane bóstwo Księżyca. Pojęcie ma wiele ezoterycznych konotacji w tantryzmie i w jodze. 
W kulturze wedyjskiej każdej planecie oraz Księżycowi i gwiazdom przypisuje się posiadanie boskiej Duszy (Jaźni) uważając, że są to byty duchowe mające materialne ciała. Stąd personifikowanie planet, Księżyca i Słońca oraz ważniejszych gwiazd. Skutkiem takiego pojmowania przyrody i kosmosu jest pogląd, iż cała planeta jest żyjącą istotą, duszą, a wszystkie formy życia są ze sobą powiązane jako żyjące w świadomości Logosu planety, duszy czy ducha planety. Następstwem jest bogata mistyka i mitologia istot planetarnych i kosmicznych.
W ezoteryce tantrycznej, w tak zwanej jodze planet, także w astrologii wedyjskiej, wykonuje się pewne formuły modlitewne i mantry z użyciem hinduistycznego różańca modlitewnego (mali), dla przezwyciężenia niekorzystnych wpływów bóstwa księżycowego na los człowieka.

## Mantry
- Om Ćandrāya Namah!
- Om Ćandramase Namah!
- Om Śram Śrim Śraum Sah Ćandramase Namah!